# Can Boira Minaire
Can Boira Minaire és un edifici d'Arenys de Munt (Maresme) protegit com a Bé Cultural d'Interès Local.

## Descripció
Es tracta d'un habitatge entre mitgeres afrontat a la Rambla Sant Martí, de planta rectangular, costa de planta baixa i primer pis. En un espai estret, se situen dos eixos d'obertures a cada pis amb proporcions simètriques. A la planta baixa hi ha una porta d'accés i una finestra on l'emmarcament, al primer pis les dues obertures estan emmarcades per pilastres amb les llindes planes decorades amb motius florals. L'edifici és coronat per un capcer al mig d'una balustrada decorada amb formes geomètriques on apareix la data de 1911.